# 51655 Сюзаннедмонд
51655 Сюзаннедмонд (51655 Susannedmond) — астероїд головного поясу, відкритий 1 травня 2001 року.
Тіссеранів параметр щодо Юпітера — 3,303.